# كاسر الحجر السرنجي
كاسر الحجر السَّرَنجي أو السفرس السَّرنجي هي أنواع نباتية أبيدة معمرة في فصيلة كاسرات الحجر ،  مهدها جبال الألب الشرقية.